# Norman Heatley
Norman George Heatley (*  10. Januar 1911 in Woodbridge (Suffolk); † 5. Januar 2004 in Marston (Oxfordshire) nahe Oxford) war ein britischer Biochemiker, der an der Entwicklung der industriellen Produktion von Penicillin als Antibiotikum wesentlich beteiligt war.

## Leben
Heatley ging in Folkestone und Tonbridge zur Schule und studierte Naturwissenschaften an der Universität Cambridge (St. John’s College) mit dem Bachelor-Abschluss 1933 und der Promotion in Biochemie 1936. Danach ging er an die Universität Oxford, wo er Fellow des Lincoln College war und zur Gruppe von Howard Florey, einem Pathologen, und Ernst Boris Chain stieß, die 1938 an der Produktion von Penicillin arbeiteten. Chain hatte Florey auf die Substanz aufmerksam gemacht, nachdem er den Artikel von Alexander Fleming von 1929 gelesen hatte. Das Penicillin war sogar im Labor seit Jahren vorhanden, da der Schimmelpilz benutzt wurde um Petrischalen vor bakterieller Verunreinigung zu schützen. Heatley leistete zur weiteren Entwicklung einige wichtige Beiträge und wurde eingestellt um genug Penicillin zu produzieren, damit Chain die Substanz besser studieren konnte. Sein wichtigster Beitrag war seine Rück-Extraktionstechnik (englisch back extraction) zur Reinigung des Penicillins:
Penicillin wurde durch starke Säuren und Basen, Hitze und viele Chemikalien zerstört. Heatley kühlte einen Extrakt aus den Petrischalen mit dem Schimmelpilz und mischte ihn mit Ether. Das Penicillin wurde teilweise gereinigt, indem es sich im Ether löste. Entgegen dem Rat von Chain mischte er nun die Etherlösung mit leicht basischem Wasser (das Penicillin ging wieder in wässrige Lösung) und ließ es gefriertrocknen. Das bräunliche Pulver enthielt rund ein Prozent reines Penicillin. Die Menge reichte für Tierexperimente. Am 25. Mai 1940 infizierte Heatley acht Mäuse mit Streptokokken und behandelte die Hälfte mit Penicillin. Danach blieb er bis in die frühen Morgenstunden im Labor, bis die vier nicht behandelten Mäuse gestorben waren. Die mit Penicillin behandelten lebten noch am anderen Morgen, als Heatley Florey die Ergebnisse präsentierte. 1940 kam es zu einem ersten Versuch an einem Patienten (einem Polizisten), der zwar die Wirksamkeit zeigte, aber den Tod des Patienten nicht verhindern konnte da nicht genug Penicillin vorhanden war – trotz Rückgewinnung aus dem Urin des Patienten.
Heatley hatte ein natürliches Improvisationstalent und Erfindergeist und war ein begabter Handwerker in unterschiedlichsten Disziplinen. Er bastelte aus Badewannen, Bettpfannen aus Porzellan (in den Kriegsjahren Mangelware, es gelang aber Heatley den Hersteller zu überzeugen 500 modifizierte Keramikpfannen zu produzieren) und Ähnlichem eine erste Produktionsstätte für Penicillin, um die notwendige Menge für Menschenversuche zu erhalten. Dazu baute er auch eine improvisierte Extraktionsmaschine. Im Frühling 1941 wurden 2 Millionen Einheiten Penicillin in Oxford produziert, genug für die ersten Tests an menschlichen Patienten. 1941 reiste er in die USA, um die Penicillin Produktion in einem Labor in Peoria in Illinois in Zusammenarbeit mit A. J. Moyer auf großem industrielle Maße zu steigern. Er bemerkte in der Zusammenarbeit zwar, dass Moyer immer verschlossener wurde, erfuhr aber erst später, dass dieser trotz gegenteiliger Absprachen gemeinsame Ergebnisse unter eigenem Namen veröffentlichte und auch die Patente ohne ihn anmeldete. Er arbeitete danach auch bei  Merck in New Jersey und kehrte erst im Juli 1942 nach Oxford zurück.
Der Beitrag von Heatley wurde lange nicht anerkannt (Alexander Fleming, Florey und Chain erhielten 1945 den Nobelpreis). Erst 1990 erhielt er mit dem Ehrendoktor in Medizin der Universität Oxford (die erste der Universität an einen Nicht-Mediziner) eine größere Ehrung. Er wurde auch OBE.
Die Biochemical Society benannte den Heatley Prize zu seinen Ehren.
Der  Medizinprofessor in Oxford Henry Harris fasste die Rolle von Heatley so zusammen: ohne Fleming kein Chain und Florey, ohne Chain kein Florey, ohne Florey kein Heatley, ohne Heatley, kein Penicillin.